# Kompetenzzentrum – Trier Center for Digital Humanities
Das Kompetenzzentrum – Trier Center for Digital Humanities (vormals: Kompetenzzentrum für elektronische Erschließungs- und Publikationsverfahren in den Geisteswissenschaften) wurde 1998 gegründet und ist heute eine zentrale wissenschaftliche Einrichtung der Universität Trier.
Das Kompetenzzentrum führt alle zur Erstellung einer EDV-basierten Publikation notwendigen Arbeitsschritte durch. Dazu gehören die Retrodigitalisierung älterer Werke samt Nachdruck bis zur Veröffentlichung neuer Grundlagenwerke einschließlich der EDV-Infrastruktur. Unternommen werden unter anderem die Datenerfassung, die Konvertierung von Altdaten, die Dokumentanalyse, die SGML-konforme Auszeichnung, die Publikation auf CD-ROM, im Internet oder im Buch, die Entwicklung graphischer Benutzerschnittstellen, die Ausarbeitung vernetzter Strukturen, die Unterstützung von Suchstrategien sowie die Entwicklung von Arbeitsumgebungen, auch für räumlich verteilte Projekte mit mehreren Arbeitsstellen.

## Geschichte
Am 1. April 1998 wurde an der Universität Trier das Kompetenzzentrum „Neue Publikationsformen und Erschließungsverfahren für geisteswissenschaftliche Grundlagenwerke“ eingerichtet und bis zum 31. Dezember 1999 aus Mitteln des Zentralkapitels 1516 gefördert. Auf Initiative des Faches Ältere deutsche Philologie an der Universität Trier in Verbindung mit der Akademie der Wissenschaften und der Literatur wurde der Antrag auf Einrichtung eines Kompetenzzentrums ausgearbeitet und zusammen mit verschiedenen Institutionen und zentralen Einrichtungen an und in der Universität Trier, dem Zentrum für Wissenschaftliches Elektronisches Publizieren, der Universitätsbibliothek und dem Universitätsrechenzentrum, gestellt. Seit dem 1. Juli 2000 wird dieses Kompetenzzentrum ausgebaut und institutionalisiert durch die Förderung des Landes Rheinland-Pfalz aus Mitteln des Zentralkapitels 1512 als „Kompetenzzentrum für elektronische Erschließungs- und Publikationsverfahren in den Geisteswissenschaften“. Es wird weiterhin von den oben genannten Institutionen getragen.

## Forschungsbereiche
Um zusammengehörige Projekte und einschlägige Kompetenzen noch besser bündeln zu können, hat das Trier Center for Digital Humanities Anfang 2020 drei Forschungsbereiche definiert. Sie orientieren sich an den Kompetenzen und Erfahrungen des Kompetenzzentrums ebenso wie an dessen Ambitionen für die Zukunft:
- Digitale Edition und Lexikographie
- Softwaresysteme und Forschungsinfrastruktur
- Digitale Literatur- und Kulturwissenschaften

## Projekte
Zu den Projekten des Kompetenzzentrums gehören:
- Mining and Modeling Text – MiMoText
- Weinetiketten im Wandel
- Wörterbuchnetz
- Das Goethe-Wörterbuch im Internet
- Digitale Edition und thematische Erschließung der Schriften von Franz List
- Korrespondenzen der Frühromantik
- Gesamtedition der lateinischen und deutschen Werke Paul Flemings
- „Wossidlo-Teuchert“ online
- Theodor-Fontane-Chronik und -Bibliographie digital (ChroBi)
- Fontane-Handschriften
- Der digitale Grimm
- Die Korrespondenz des Naturphilosophen Henrik Steffens (1773–1845)
- Ferdinand Tönnies-Briefe: Eine digitale Edition
- Text+ (NFDI-Konsortium)
- ELEXIS
- Publex
- C. F. Meyers Briefwechsel. MBW digital
- Stefan Heym: „Ahasver“
- EGO | Europäische Geschichte Online
- Johann Caspar Lavater
- Arthur Schnitzler digital
- Transcribo
- Comparo
- Zeta und Konsorten
- pydistinto
- Computational Literary Studies Infrastruktur
- Digitalisierung der Bibel des Seidenstickers Hans Plock
- Die virtuelle Forschungsumgebung für die Geistes- und Sozialwissenschaften – FuD
- Digitale Marburger Büchner Ausgabe
- Kurt Schwitters' intermediale Netzwerke der Avantgarde